# Heiterwand
Die Heiterwand ist eine 7,5 km lange, geschlossene Felswand in den Lechtaler Alpen, Tirol, Österreich mit zahlreichen Gipfeln.

## Aufbau
Die Heiterwand ist nach Alpenvereinsführer die längste geschlossene Wand der Nördlichen Kalkalpen, die eine Mindesthöhe von 2400 m an keiner Stelle unterschreitet. Die Wand verläuft in West-Ost-Richtung, nach Norden und Süden präsentiert sie geschlossene Wände. Im Westen verbindet das Steinjöchle, 2198 m, mit dem Falschen Kogel, im Norden der Kromsattel, 2120 m, und das Hinterbergjoch, 2210 m, mit den nördlichen Nachbarerhebungen Tschachaun und Hinterberg (2303 m). Im Süden trennt der Kratzersattel, 2130 m, vom Kienberg, 2204 m, und das Grubegg-Joch, 2010 m, vom Schafkopf, 2490 m. Das Grubeggjoch an der südöstlichsten Ecke der Heiterwand ist Standort der Heiterwandhütte, im Westen liegt am Kromsee, nördlich des Steinjöchls und westlich des Kromsattels die Anhalter Hütte.
Ihrem Aufbau entsprechend trägt die Heiterwand zahlreiche Gipfel, von West nach Ost sind die wichtigsten:
- Maldongrat, 2544 m ü. A.[1]
- Gabelspitze, 2581 m ü. A.[1]
- Alpeilspitzen, 2552 m ü. A.[1]
- Tarrentonspitze, 2608 m ü. A.[1]
- Hauptgipfel, 2639 m ü. A.[1]
- Ostgipfel, 2471 m ü. A.[1]

## Erstbesteigung
Hauptgipfel durch die Südflanke: Kolb, 1890, Maldongrat 1875 durch Vögele und Lechleitner.

## Tourenmöglichkeiten
Das Heiterwandgebiet ist durch das nahe Hahntennjoch und die beiden Alpenvereinshütten Anhalter Hütte und Heiterwandhütte gut erschlossen.
Die Heiterwand lässt sich auf Wegen und Steigen umrunden. Der nördliche Teil entspricht dem Verbindungsweg Anhalter Hütte – Heiterwandhütte über die Hintere Tarrenton-Alpe und Reisenschuhtal, 5 Stunden. Der südliche Teil der Umrundung verläuft auf dem ehemaligen Heiterwandweg, 5 Stunden. Dieser Steig soll verfallen, aber noch auffindbar sein. Als Voraussetzungen für die Begehung nennt der Alpenvereinsführer „unverwüstliche Kräfte, instinktive Orientierungsgabe, Kletterfertigkeit, absolute Trittsicherheit, Schwindelfreiheit – und Humor“. Ungeübte sollten diesen Teil des Weges nur in Begleitung erfahrener Bergwanderer oder Führer begehen.
Die Heiterwand kann ihrer gesamten Länge nach überklettert werden. Die komplette Überschreitung dauert 8 bis 16 Stunden, sie kann abschnittsweise durchgeführt werden (mit Abstiegen zu den nahen Hütten zur Übernachtung). Schwierigkeitsgrad meist II bis III, einige Teilstücke IV.
Weitere Anstiege:
- Maldongrat, 2552 m, markierter Steig vom Steinjöchl, später Kletterei I, gut 1 Stunde ab Steinjöchl
- Hauptgipfel, 2638 m, durch die Südwand, Schwierigkeitsgrad II, 2,5 Stunden
- Ostgipfel, 2461 m, Ostgrat, Schwierigkeitsgrad II, 2,5 Stunden
- Durch die Nord- und Südwände führen zahlreiche Kletterrouten, Schwierigkeiten von II (wenige Anstiege), meist III bis VIII.